# Kobiór (gmina)
Pour les articles homonymes, voir Kobiór (homonymie).
La gmina de Kobiór est une commune rurale de la voïvodie de Silésie et du powiat de Pszczyna. Elle s'étend sur 49,5 km2 et comptait 4 599 habitants en 2006. Son siège est le village de Kobiór qui se situe à environ 9 kilomètres au nord de Pszczyna et à 22 kilomètres au sud de Katowice.

## Villes et gminy voisines
La gmina de Kobiór est voisine des villes d'Orzesze et de Tychy et des gminy de Bojszowy, Pszczyna, Suszec et Wyry.